# Rolf Kießling
Rolf Kießling (* 25. Juli 1941 in Augsburg; † 22. Juni 2020 in Bonstetten) war ein deutscher Historiker, der vornehmlich zur Geschichte der Region Bayerisch-Schwaben arbeitete. Von 1994 bis 2007 hatte er den Lehrstuhl für Bayerische und Schwäbische Landesgeschichte an der Universität Augsburg inne.

## Leben
Der Sohn eines Polizeibeamten besuchte das Holbein-Gymnasium Augsburg. Er studierte von 1960 bis 1966 Geschichte, Germanistik und Geographie an den Universitäten München und Erlangen. Er legte 1966 das Erste und 1970 das Zweite Staatsexamen für das Lehramt an Gymnasien ab. Er wurde 1969 in München bei Karl Bosl mit einer Studie über die bürgerliche Gesellschaft und Kirche in Augsburg im Spätmittelalter promoviert. Er habilitierte sich 1985 und nahm eine Vertretungsprofessur für Theorie und Didaktik der Geschichte an der KU Eichstätt wahr. Von 1994 bis 2007 war er als Nachfolger von Pankraz Fried Inhaber des Lehrstuhls für Bayerische und Schwäbische Landesgeschichte an der Universität Augsburg.
Er war seit 1974 Mitglied und war von 2001 bis 2016 Erster Vorsitzender der Schwäbischen Forschungsgemeinschaft, leitete den wissenschaftlichen Beirat des Jüdischen Kulturmuseums in Augsburg, den Freundeskreis des Stadtarchivs Augsburg und die Eugen-Liedl-Stiftung. Ihm wurde 2016 das Bundesverdienstkreuz am Bande verliehen.
Er legte 2019 eine Darstellung vor, in der er für Bayern dessen jüdische Geschichte von 1096 bis zur Gegenwart erstmals umfassend schilderte.

## Schriften (Auswahl)
Monographien
- Die Stadt und ihr Land. Umlandpolitik, Bürgerbesitz und Wirtschaftsgefüge in Ostschwaben vom 14. bis ins 16. Jahrhundert. Böhlau, Köln u. a. 1989, ISBN 3-412-04687-6.
- Bürgerliche Gesellschaft und Kirche in Augsburg im Spätmittelalter. Ein Beitrag zur Strukturanalyse der oberdeutschen Reichsstadt (= Abhandlungen zur Geschichte der Stadt Augsburg. Bd. 19). Mühlberger, Augsburg 2001, ISBN 3-89639-303-0.
- Kleine Geschichte Schwabens. Pustet, Regensburg 2013, ISBN 978-3-7917-2231-3.
- St. Anna in Augsburg. Eine Kirche und ihre Gemeinde. Wißner, Augsburg 2013, ISBN 978-3-89639-940-3.
- Jüdische Geschichte in Bayern. Von den Anfängen bis zur Gegenwart. De Gruyter Oldenbourg, Berlin 2019, ISBN 978-3-486-76384-3.

Herausgeberschaften
- Schwäbisch-Österreich – zur Geschichte der Markgrafschaft Burgau (1301–1805). Wißner, Augsburg 2007, ISBN 978-3-89639-626-6.
- Räume und Wege. Jüdische Geschichte im Alten Reich 1300–1800. Akademie-Verlag, Berlin 2007, ISBN 978-3-05-004385-2.
- mit Dietmar Schiersner: Erinnerungsorte in Oberschwaben. Regionale Identität im kulturellen Gedächtnis. UVK, Konstanz 2009, ISBN 978-3-86764-183-8.